# ليه هاموند
ليه هاموند هو سياسي كندي، ولد في 22 مارس 1908، وتوفي في 31 ديسمبر 1998.